# Каллао (Міссурі)
Каллао (англ. Callao) — місто (англ. city) в США, в окрузі Мейкон штату Міссурі. Населення — 251 особа (2020).

## Географія
Каллао розташоване за координатами 39°45′44″ пн. ш. 92°37′25″ зх. д. / 39.76222° пн. ш. 92.62361° зх. д. (39.762302, -92.623703).  За даними Бюро перепису населення США в 2010 році місто мало площу 1,31 км², уся площа — суходіл.

## Демографія
Згідно з переписом 2010 року, у місті мешкали 292 особи в 112 домогосподарствах у складі 81 родини. Густота населення становила 223 особи/км².  Було 144 помешкання (110/км²).
Расовий склад населення:
| - 96,2 % — білих - 1,0 % — чорних або афроамериканців - 0,3 % — корінних американців |

До двох чи більше рас належало 2,4 %. Частка іспаномовних становила 1,4 % від усіх жителів.
За віковим діапазоном населення розподілялося таким чином: 26,7 % — особи молодші 18 років, 61,7 % — особи у віці 18—64 років, 11,6 % — особи у віці 65 років та старші. Медіана віку мешканця становила 39,8 року. На 100 осіб жіночої статі у місті припадало 101,4 чоловіків;  на 100 жінок у віці від 18 років та старших — 114,0 чоловіків також старших 18 років.
Середній дохід на одне домашнє господарство  становив 30 652 долари США (медіана — 28 250), а середній дохід на одну сім'ю — 33 320 доларів (медіана — 30 417). Медіана доходів становила 29 375 доларів для чоловіків та 22 321 долар для жінок. За межею бідності перебувало 36,4 % осіб, у тому числі 45,9 % дітей у віці до 18 років та 11,1 % осіб у віці 65 років та старших.
Цивільне працевлаштоване населення становило 105 осіб. Основні галузі зайнятості: освіта, охорона здоров'я та соціальна допомога — 27,6 %, будівництво — 21,0 %, роздрібна торгівля — 13,3 %, мистецтво, розваги та відпочинок — 10,5 %.